# Siemień
Siemień – wieś w Polsce położona w województwie lubelskim, w powiecie parczewskim, w gminie Siemień. Leży przy ujściu Piwonii do Tyśmienicy.
| SIMC    | Nazwa           | Rodzaj    |
| ------- | --------------- | --------- |
| 0019353 | Barwinów        | część wsi |
| 0019347 | Siemień-Kolonia | część wsi |

Wieś szlachecka położona była w drugiej połowie XVI wieku w powiecie lubelskim województwa lubelskiego. 
W latach 1975–1998 miejscowość administracyjnie należała do województwa bialskopodlaskiego.
Miejscowość jest sołectwem siedzibą gminy Siemień oraz rzymskokatolickiej parafii Przemienienia Pańskiego. Według Narodowego Spisu Powszechnego z roku 2011 wieś liczyła 590 mieszkańców.
W miejscowości działało Państwowe Gospodarstwo Rybackie Siemień, obecnie przekształcone w Gospodarstwo Rybackie Siemień Sp. z o.o., jedno z największych przedsiębiorstw tego typu w regionie o powierzchni stawów ponad 800 ha. Drugim dużym zakładem działającym w tej miejscowości jest Zakład Produkcji Tkanin Sp z o.o.

## Zabytki
Według rejestru zabytków NID na listę zabytków wpisane są następujące obiekty:
- zespół dworski, ok. 1870, nr rej.: A-166 z 24.11.1986: dwór i park
- młyn wodny, k. XIX, nr rej.: A-241 z 10.01.1995.

## Galeria

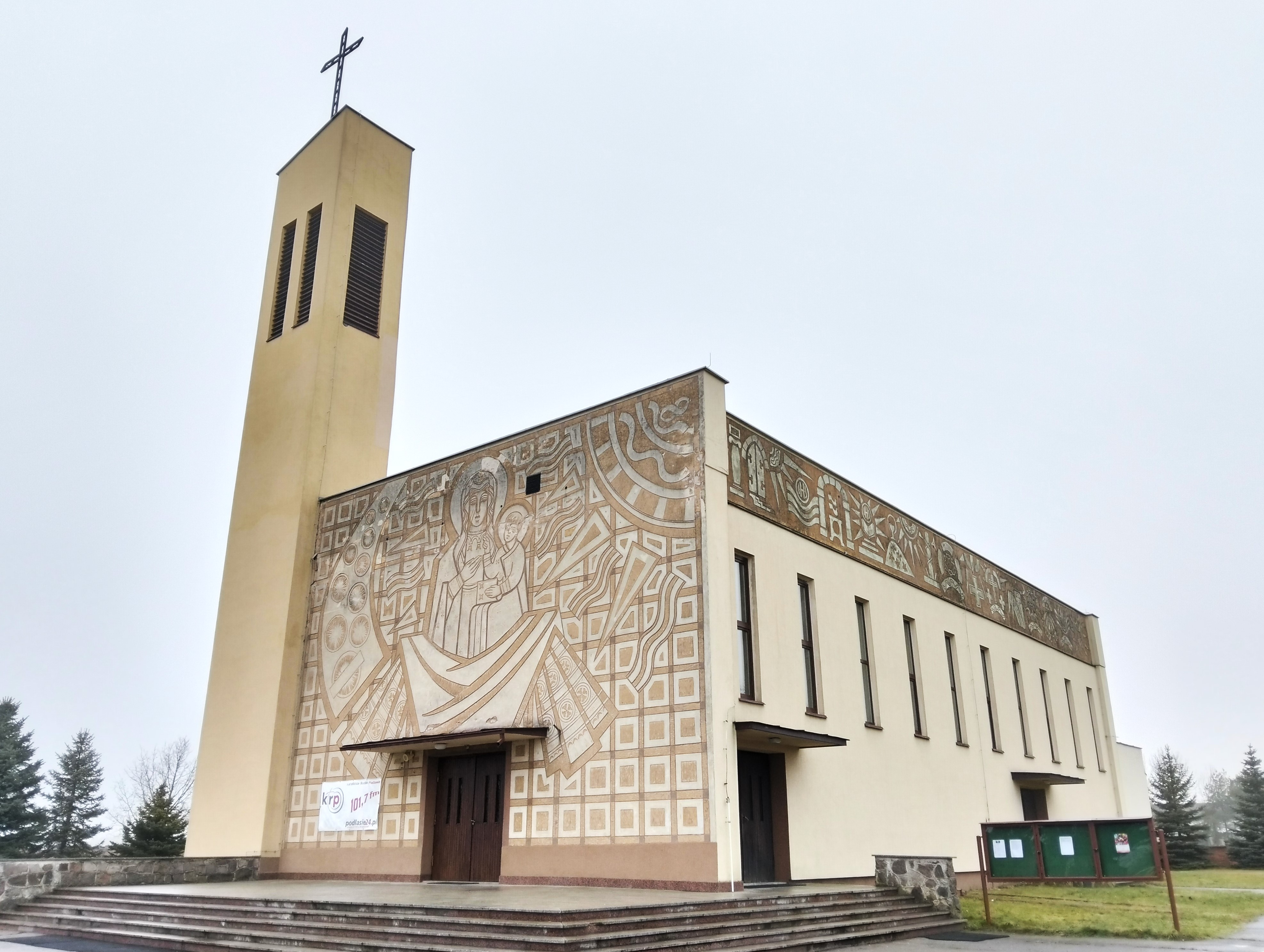
Kościół Przemienienia Pańskiego
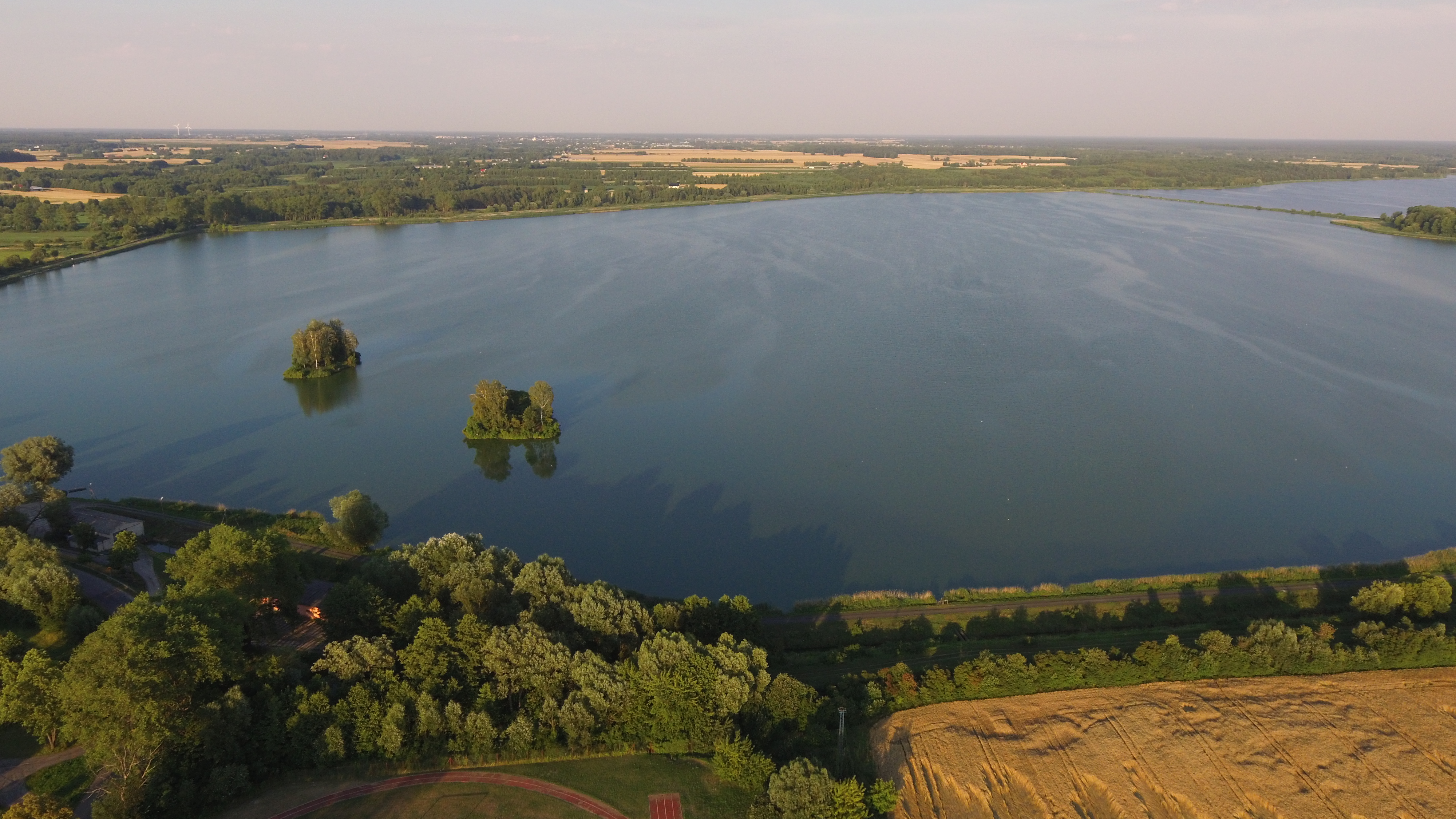
Panorama wsi ze stawem